# 1894 en Lorraine
Chronologie de la Lorraine
- 1890
- 1891
- 1892
- 1893
- 1894
- 1895
- 1896
- 1897
- 1898

Cette page est une liste d'événements qui se sont produits durant l'année 1894 en Lorraine.

## Événements

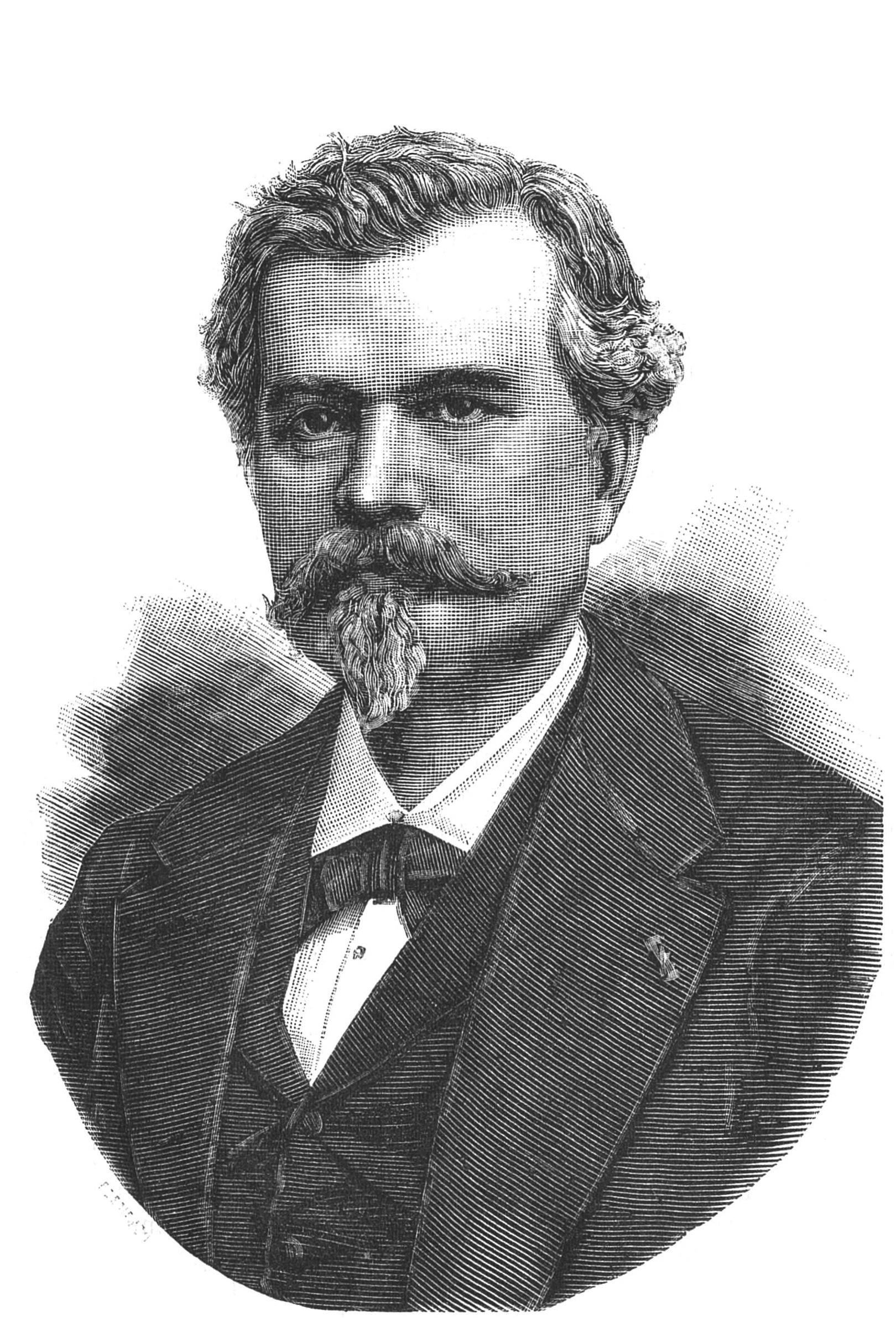
Paul Frogier de Ponlevoy.

- L'usine de Pont-à-Mousson est dotée de son cinquième haut fourneau, cette configuration durera jusqu’à la veille de la Première Guerre mondiale.
- Inauguration du Temple protestant de Montigny-lès-Metz[1]
- Louis Prud'homme-Havette est élu député de la Meuse, il siège jusqu'en 1902, inscrit au groupe des Républicains progressistes.
- Thierry d'Alsace de Hénin-Liétard est élu député des Vosges à la faveur d'une élection partielle, il siègera jusqu'en 1909 année qui le verra élu sénateur.
- Jean Buvignier est élu sénateur de la Meuse il siègera jusqu'en 1902.
- Paul Frogier de Ponlevoy est élu sénateur des Vosges.
- 24 juin : création d'une société de secours mutuel des mineurs à la Mine du Val de Fer de Neuves-Maisons.
- 4 juillet : un décret pris en application d'une loi du 29 juin précédent qui modifiait l'organisation de l'artillerie, constitue l'acte de naissance du 39e R.A.C.. Il est alors formé à Toul (secteur sud du 6e Corps d'Armée) par 9 batteries d'artillerie montée, d'ancienne formation, qui y tenaient garnison sous deux numéros de régiments différents :
  - Les 7e, 8e, 9e, 10e, 11e et 12e batteries du 8e Régiment à Toul depuis 1887-1888, au Quartier de la Justice, maintenant Quartier Fabvier, qui deviennent les 1er, 2e, 3e, 4e, 5e et 6e batteries du nouveau 39e ;
  - Les 7e, 8e et 9e batteries du 38e Régiment à Toul au Quartier de Rigny depuis le 1er janvier 1884 (7e et 8e) et 1er octobre 1890 (9e) qui deviennent les 7e, 8e et 9e batteries du nouveau 39e.
- Raymond Poincaré devient ministre dans le cabinet Duruy[2].

## Naissances

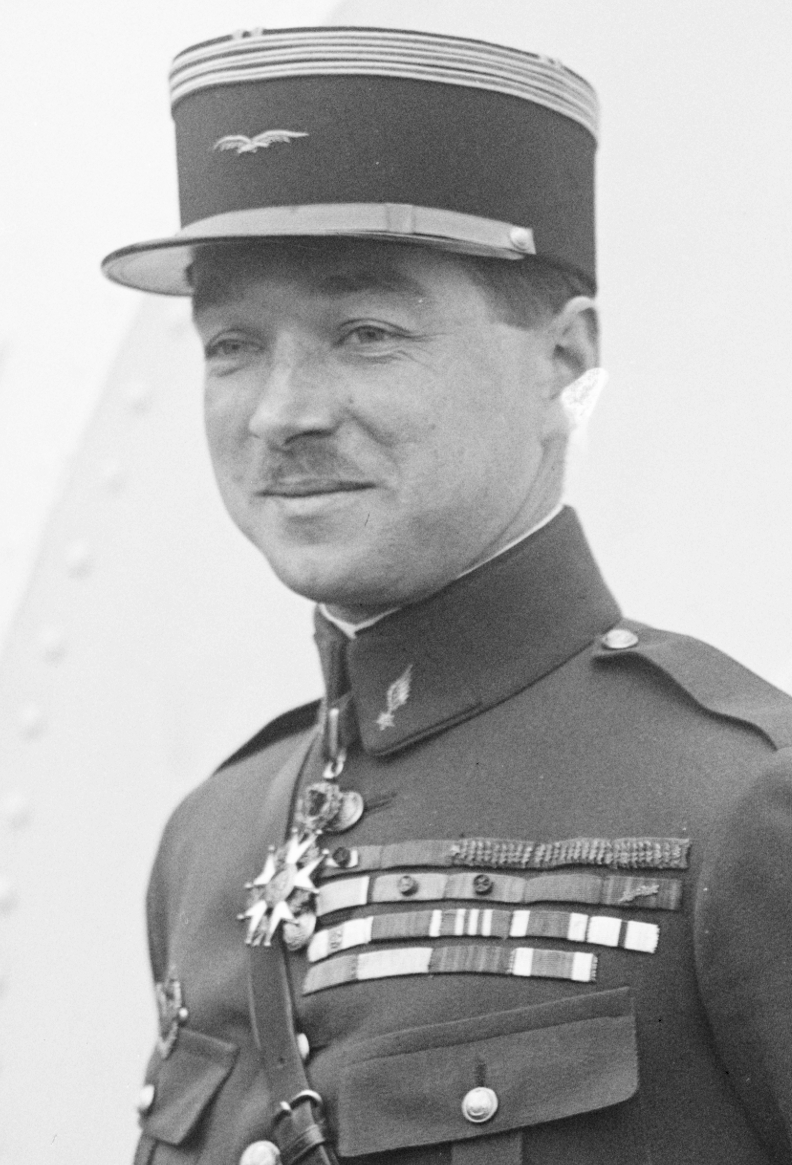
René Fonck

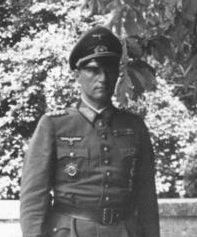
Edgar Feuchtinger.

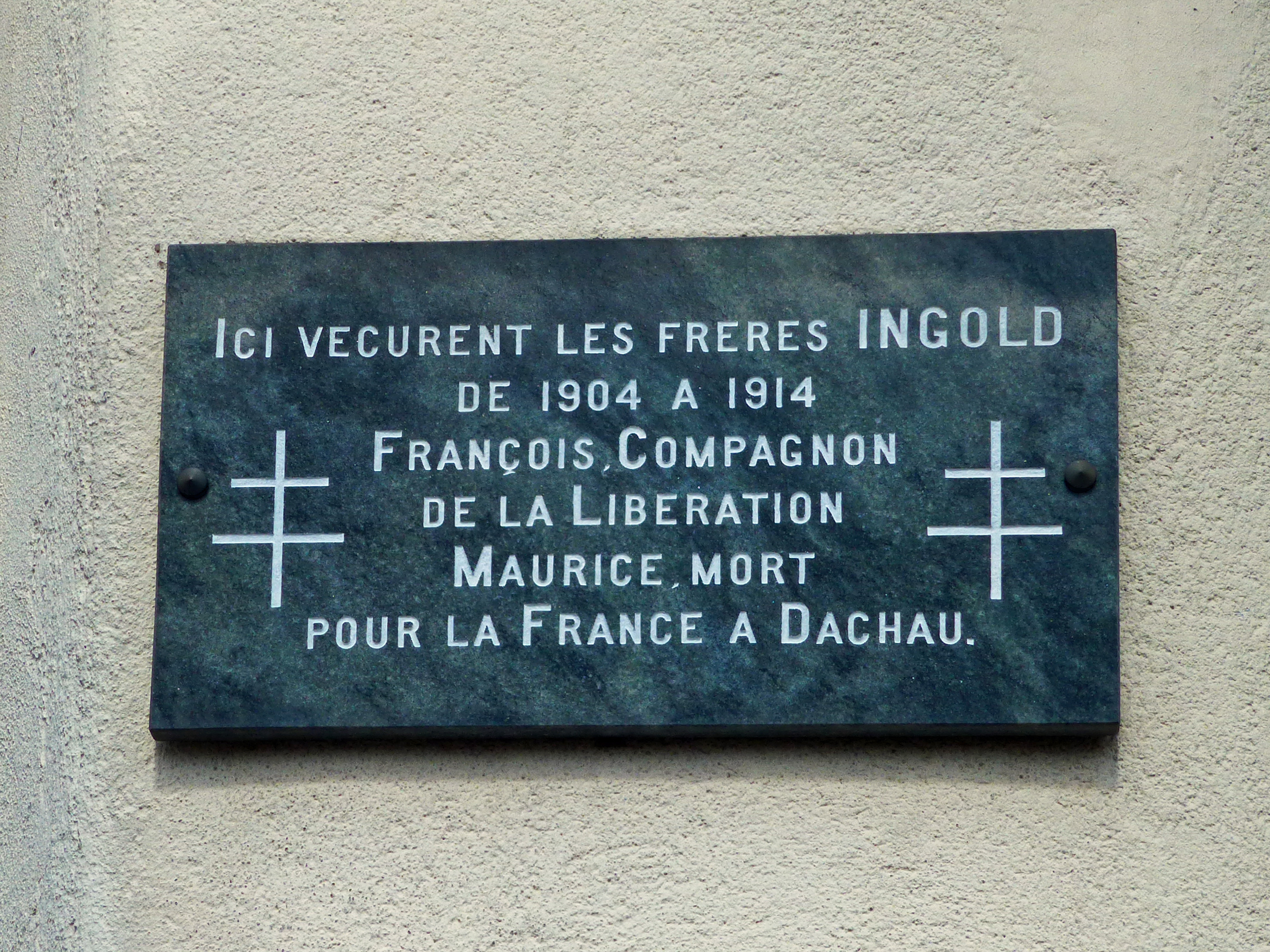
Plaque à la mémoire de François et Maurice Ingold qui vécurent à Fraize de 1904 à 1914

- 6 janvier à Rambervillers : André Pernet, mort le 17 juin 1966 dans le 14e arrondissement de Paris, est un chanteur français, baryton-basse.
- 30 janvier à  Eix-Abaucourt : René Pierre Marie Dorme, aviateur français, abattu aux alentours de Reims, le 25 mai 1917. Neuvième as français dans les communiqués officiels de la Première Guerre mondiale, il était surnommé « le Père », « l'Inimitable » et « l'Increvable ». Il était facilement reconnaissable à sa canne qui ne le quittait jamais.
- 6 février à Metz : Hans-Albrecht Lehmann (décédé en 1976) est un général allemand de la Seconde Guerre mondiale. Il a reçu la croix allemande en argent, le 25 mars 1943.
- 24 février à Metz : William Guldner, alias Theo Shall[3] (décédé en 1955) est un acteur allemand[4]. Partenaire de Greta Garbo dans « Anna Christie », il tourna dans plus de 50 films entre 1920 et 1956[5].
- 18 mars à Metz : Kurt Haseloff (décédé le 30 septembre 1978 à Munich), général allemand de la Seconde Guerre mondiale. Relevé de ses fonctions après l’attentat du 20 juillet 1944, le général Haseloff fut rayé des cadres d’active sur décision d’Himmler
- 27 mars à Saulcy-sur-Meurthe (Vosges) : René Fonck, mort dans le 8e arrondissement de Paris le 18 juin 1953 (à 59 ans), est un aviateur et homme politique français. Pilote de chasse pendant la Première Guerre mondiale, il est l'« as des as » français et alliés avec 75 victoires officiellement homologuées.
- 4 avril à Nancy : François Ingold (mort à Paris le 19 décembre 1980), officier français, Français libre et Compagnon de la Libération, chancelier de cet ordre de 1958 à 1962. Il a terminé sa carrière militaire avec le grade de général de division
- 17 avril à Ban-Saint-Martin : Theodor Berkelmann (décédé le 28 décembre 1943 à Posen), général allemand de la SS et de la Police, actif durant la Seconde Guerre mondiale.
- 21 avril à Toul : Charles Lemontier, acteur français mort le 28 mai 1965 à Paris.
- 1 août à Metz : Else Scheuer-Insel (décédée en 1967) est une militante pacifiste et féministe germano-israélienne de la première moitié du XXe siècle.
- 27 août à Bruyères : André Lurçat, mort le 11 juillet 1970 à Sceaux, architecte français.
- 24 octobre à Metz : Axel Schard (décédé le 14 juin 1962), auteur germano-suédois. Chasseur, sylviculteur et forestier, il a laissé des récits de chasse dans le grand nord.
- 30 octobre à Fresse-sur-Moselle : André Boileau, mort le 26 juillet 1977 dans la même ville, homme politique français.
- 9 novembre à Metz : Edgar Feuchtinger, (décédé à Berlin-Ouest, le 21 janvier 1960) est un général de division allemand de la Seconde Guerre mondiale. Largement décoré, il fut pourtant condamné à mort par un tribunal militaire nazi, pour défaitisme, en janvier 1945. Le général Feuchtinger n'est pas condamné pour « trahison », mais pour « défaitisme » : article en anglais du Spiegel online International, du 28 janvier 2009[6]. Après-guerre, Edgar Feuchtinger fut par ailleurs mêlé à une affaire d’espionnage[7], dans le contexte de la guerre froide.
- 18 novembre
  - à Metz-Plantières : Josef Gutzeit (décédé à Quickborn le 5 juin 1975) est un général allemand de la Seconde Guerre mondiale. D’avril 1944 jusqu'à la fin de la Seconde Guerre mondiale, il fut responsable du ravitaillement à l’État-major du Groupe d'armées Sud.
  - à Grosbliederstroff : Werner vom Scheidt (décédé à Bad Bergzabern, le 3 mai 1984), graveur et peintre allemand[8].
- 19 décembre à Thionville : Richard Bazing (décédé en 1987) est un général allemand de la Seconde Guerre mondiale. Il est le dernier commandant de la 89e Infanterie-Division.

## Décès
- 17 mars à Cosnes-et-Romain : Jean-Joseph Labbé, né le 16 décembre 1801 à Doncourt-lès-Longuyon (à l'époque en Moselle[9], homme politique français, député de Moselle en 1848 et 1849[10]. C'est également un industriel qui a eu un rôle notable dans la naissance de la sidérurgie en Lorraine.
- 26 mars à Verdun : Félix Liénard, né le 6 octobre 1812 à Verdun (Meuse)[11], conservateur de musée, érudit, historien et archéologue français, qui s'est consacré à l'étude et à la muséographie de son département natal.
- 26 avril à Retonfey : Ernest Auricoste de Lazarque du Montaut, né à Metz le 2 septembre 1829, gastronome français, historien et folkloriste du pays messin.
- 6 juillet à Laxou : Charles-Gustave Housez, né à Condé-sur-l'Escaut le 17 décembre 1822[12], peintre français.
- 14 septembre à Pont-à-Mousson : Charles Marie Gabriel Cousin, né le 15 mai 1822 à Avallon, bibliophile français, grand-maître du Grand Orient de France en 1883.